# Kelvin Kalua
Kelvin Kalua (Malawi, 10 luglio 1999) è un calciatore malawiano naturalizzato neozelandese, difensore dell'Eastern Suburbs e della nazionale neozelandese.

## Carriera

### Nazionale
Il 9 ottobre 2021 ha esordito con la nazionale neozelandese giocando l'amichevole vinta 1-2 contro Curaçao.

## Statistiche

### Presenze e reti nei club
Statistiche aggiornate al 17 novembre 2021.
| Stagione        | Squadra         | Campionato      | Campionato | Campionato | Coppe nazionali | Coppe nazionali | Coppe nazionali | Coppe continentali | Coppe continentali | Coppe continentali | Altre coppe | Altre coppe | Altre coppe | Totale | Totale |
| Stagione        | Squadra         | Comp            | Pres       | Reti       | Comp            | Pres            | Reti            | Comp               | Pres               | Reti               | Comp        | Pres        | Reti        | Pres   | Reti   |
| --------------- | --------------- | --------------- | ---------- | ---------- | --------------- | --------------- | --------------- | ------------------ | ------------------ | ------------------ | ----------- | ----------- | ----------- | ------ | ------ |
| 2017-2018       | Eastern Suburbs | NZFC            | 11+1       | 0          |                 | -               | -               |                    | -                  | -                  |             | -           | -           | 11     | 0      |
| 2018-2019       | Eastern Suburbs | NZFC            | 17+2       | 0          |                 | -               | -               |                    | -                  | -                  |             | -           | -           | 19     | 0      |
| 2019-2020       | Eastern Suburbs | NZFC            | 14         | 1          |                 | -               | -               | OCL                | 3                  | 0                  |             | -           | -           | 17     | 1      |
| 2020-mar. 2021  | Eastern Suburbs | NZFC            | 11+1       | 2+0        |                 | -               | -               |                    | -                  | -                  |             | -           | -           | 12     | 2      |
| mar.-dic. 2021  | Eastern Suburbs | NZNL            | 16         | 1          |                 | -               | -               |                    | -                  | -                  |             | -           | -           | 16     | 1      |
| Totale carriera | Totale carriera | Totale carriera | 73         | 4          |                 | -               | -               |                    | 3                  | 0                  |             | -           | -           | 76     | 4      |

### Cronologia presenze e reti in nazionale
| Cronologia completa delle presenze e delle reti in nazionale ― Nuova Zelanda | Cronologia completa delle presenze e delle reti in nazionale ― Nuova Zelanda | Cronologia completa delle presenze e delle reti in nazionale ― Nuova Zelanda | Cronologia completa delle presenze e delle reti in nazionale ― Nuova Zelanda | Cronologia completa delle presenze e delle reti in nazionale ― Nuova Zelanda | Cronologia completa delle presenze e delle reti in nazionale ― Nuova Zelanda | Cronologia completa delle presenze e delle reti in nazionale ― Nuova Zelanda | Cronologia completa delle presenze e delle reti in nazionale ― Nuova Zelanda |
| Data                                                                         | Città                                                                        | In casa                                                                      | Risultato                                                                    | Ospiti                                                                       | Competizione                                                                 | Reti                                                                         | Note                                                                         |
| ---------------------------------------------------------------------------- | ---------------------------------------------------------------------------- | ---------------------------------------------------------------------------- | ---------------------------------------------------------------------------- | ---------------------------------------------------------------------------- | ---------------------------------------------------------------------------- | ---------------------------------------------------------------------------- | ---------------------------------------------------------------------------- |
| 9-10-2021                                                                    | Al Muharraq                                                                  | Curaçao                                                                      | 1 – 2                                                                        | Nuova Zelanda                                                                | Amichevole                                                                   | -                                                                            | 87’                                                                          |
| 12-10-2021                                                                   | Riffa                                                                        | Bahrein                                                                      | 0 – 1                                                                        | Nuova Zelanda                                                                | Amichevole                                                                   | -                                                                            | 74’                                                                          |
| 16-11-2021                                                                   | Abu Dhabi                                                                    | Nuova Zelanda                                                                | 2 – 0                                                                        | Gambia                                                                       | Amichevole                                                                   | -                                                                            | 83’                                                                          |
| Totale                                                                       |                                                                              | Presenze                                                                     | 3                                                                            |                                                                              | Reti                                                                         | 0                                                                            |                                                                              |

## Palmarès

### Club

#### Competizioni nazionali
- Campionato neozelandese: 1

Eastern Suburbs: 2018-2019